# Collegio elettorale di Cremona (Senato della Repubblica)
Il collegio di Cremona fu un collegio elettorale uninominale della Repubblica Italiana appartenente alla Circoscrizione Lombardia; fu utilizzato per eleggere un senatore della Repubblica dalla I alla XIV legislatura, sebbene con forme diverse e sistemi elettorali diversi.

## Storia
Il collegio venne creato nel 1948 secondo la legge n. 29 del 6 febbraio 1948 la quale, pur basandosi sull'impianto proporzionale in vigore per la Camera, rispetto a quest'ultima conteneva alcuni piccoli correttivi in senso maggioritario. Tale legge ebbe il suo definitivo perfezionamento col Testo Unico n. 361 del 1957. Differentemente dalla Camera, la legge elettorale del Senato si articolava su base regionale, seguendo il dettato costituzionale (art.57). Ogni Regione era suddivisa in tanti collegi uninominali quanti erano i seggi ad essa assegnati. All'interno di ciascun collegio, veniva eletto il candidato che avesse raggiunto il quorum del 65% delle preferenze: tale soglia, oggettivamente di difficilissimo conseguimento, tradiva l'impianto proporzionale su cui era concepito anche il sistema elettorale della Camera Alta. Qualora, come normalmente avveniva, nessun candidato avesse conseguito l'elezione, i voti di tutti i candidati venivano raggruppati in liste di partito a livello regionale, dove i seggi venivano allocati utilizzando il metodo D'Hondt delle maggiori medie statistiche e quindi, all'interno di ciascuna lista, venivano dichiarati eletti i candidati con le migliori percentuali di preferenza.
Nel 1993, con la cosiddetta Legge Mattarella (Legge n. 276, Norme per l'elezione del Senato della Repubblica), attuata in seguito al referendum abrogativo del 1993, venne istituito per la Camera dei deputati e per il Senato della Repubblica un sistema di elezione misto, in parte maggioritario e in parte proporzionale. Il 75% dei parlamentari dell'assemblea veniva eletto in collegi uninominali tramite sistema maggioritario a turno unico; il restante 25% al Senato veniva eletto tramite recupero proporzionale dei più votati non eletti attraverso un meccanismo di calcolo denominato "scorporo", cioè sottraendo dal conteggio dei voti totali di una lista nella parte proporzionale i voti ottenuti dai candidati collegati alla medesima lista che erano eletti nei collegi uninominali con il sistema maggioritario.
Il collegio venne abolito insieme a tutti gli altri che costituivano il Senato con la promulgazione della legge elettorale successiva, la cosiddetta Legge Calderoli. Questa prevedeva un sistema proporzionale con premio di maggioranza, che al Senato veniva attribuito a livello regionale.

## 1948-1993

### Territorio
Il collegio di Cremona era uno dei 31 collegi uninominali in cui era suddivisa la Lombardia; era interamente compreso nella provincia di Cremona e comprendeva i seguenti comuni: Acquanegra Cremonese, Bonemerse, Ca' d'Andrea, Calvatone, Cappella de' Picenardi, Casalmaggiore, Casteldidone, Castelverde, Cella Dati, Cicognolo, Cingia de' Botti, Cremona, Crotta d'Adda, Derovere, Drizzona, Gadesco Pieve Delmona, Gerre de' Caprioli, Gussola, Isola Dovarese, Malagnino, Martignana di Po, Motta Baluffi, Ostiano, Persico Dosimo, Pescarolo ed Uniti, Pessina Cremonese, Piadena, Pieve d'Olmi, Pieve San Giacomo, Pozzaglio ed Uniti, Rivarolo del Re ed Uniti, Robecco d'Oglio, San Daniele Po, San Giovanni in Croce, San Martino del Lago, Scandolara Ravara, Sesto ed Uniti, Solarolo Rainerio, Sospiro, Spinadesco, Spineda, Stagno Lombardo, Tornata, Torre de' Picenardi, Torricella del Pizzo, Vescovato, Volongo e Voltido.

### Dati elettorali

#### I legislatura
|                                                                                | Gaetano Ferragni ✔️ Eletto | Fronte Democratico Popolare                      | 52 865  | 48,33  |  |  |  |  |  |
|                                                                                | Ennio Zelioli-Lanzini      | Democrazia Cristiana                             | 46 443  | 42,46  |  |  |  |  |  |
|                                                                                | Vittorio Dotti             | Unità Socialista - Partito Repubblicano Italiano | 8 041   | 7,35   |  |  |  |  |  |
|                                                                                | Antonio Ruggeri            | Blocco Nazionale                                 | 2 031   | 1,86   |  |  |  |  |  |
| Totale                                                                         | Totale                     | Totale                                           | 109 380 | 100    |  |  |  |  |  |
|                                                                                |                            |                                                  |         |        |  |  |  |  |  |
| Voti non validi                                                                | Voti non validi            | Voti non validi                                  | 8 686   | 7,36   |  |  |  |  |  |
| Votanti                                                                        | Votanti                    | Votanti                                          | 118 066 | 100,00 |  |  |  |  |  |
| Elettori                                                                       | Elettori                   | Elettori                                         | 118 066 |        |  |  |  |  |  |
|                                                                                |                            |                                                  |         |        |  |  |  |  |  |
| Nota: quorum del 65% non raggiunto; ripartizione dei seggi a livello regionale |                            |                                                  |         |        |  |  |  |  |  |
| Data: 18 aprile 1948                                                           |                            |                                                  |         |        |  |  |  |  |  |
| Fonte: Ministero dell'interno                                                  |                            |                                                  |         |        |  |  |  |  |  |

#### II legislatura
|                                                                                | Ennio Zelioli-Lanzini   | Democrazia Cristiana                    | 44 442  | 38,93 |  |  |  |  |  |
|                                                                                | Antonio Banfi ✔️ Eletto | Partito Comunista Italiano              | 29 193  | 25,58 |  |  |  |  |  |
|                                                                                | Rodolfo Morandi         | Partito Socialista Italiano             | 24 867  | 21,79 |  |  |  |  |  |
|                                                                                | Cristoforo Bignamini    | Partito Socialista Democratico Italiano | 4 638   | 4,06  |  |  |  |  |  |
|                                                                                | Alfredo Camozzi         | Partito Liberale Italiano               | 3 764   | 3,30  |  |  |  |  |  |
|                                                                                | Rosolino Dossena        | Movimento Sociale Italiano              | 3 513   | 3,08  |  |  |  |  |  |
|                                                                                | Manfredo Bellini        | Partito Nazionale Monarchico            | 2 008   | 1,76  |  |  |  |  |  |
|                                                                                | Valentino Merli         | Partito Repubblicano Italiano           | 705     | 0,62  |  |  |  |  |  |
|                                                                                | Vittorio Dotti          | Unità Popolare                          | 623     | 0,55  |  |  |  |  |  |
|                                                                                | Francesco Scoccimarro   | Alleanza Democratica Nazionale          | 259     | 0,23  |  |  |  |  |  |
|                                                                                | Alfredo Romanini        | Altri gruppi                            | 133     | 0,12  |  |  |  |  |  |
| Totale                                                                         | Totale                  | Totale                                  | 114 145 | 100   |  |  |  |  |  |
|                                                                                |                         |                                         |         |       |  |  |  |  |  |
| Voti non validi                                                                | Voti non validi         | Voti non validi                         | 4 522   | 3,81  |  |  |  |  |  |
| Votanti                                                                        | Votanti                 | Votanti                                 | 118 667 | 97,16 |  |  |  |  |  |
| Elettori                                                                       | Elettori                | Elettori                                | 122 132 |       |  |  |  |  |  |
|                                                                                |                         |                                         |         |       |  |  |  |  |  |
| Nota: quorum del 65% non raggiunto; ripartizione dei seggi a livello regionale |                         |                                         |         |       |  |  |  |  |  |
| Data: 7 giugno 1953                                                            |                         |                                         |         |       |  |  |  |  |  |
| Fonte: Ministero dell'interno                                                  |                         |                                         |         |       |  |  |  |  |  |

#### III legislatura
|                                                                                | Giovanni Lombardi       | Democrazia Cristiana                    | 47 296  | 40,61 |  |  |  |  |  |
|                                                                                | Bruno Gombi ✔️ Eletto   | Partito Comunista Italiano              | 30 453  | 26,15 |  |  |  |  |  |
|                                                                                | Emilio Zanoni ✔️ Eletto | Partito Socialista Italiano             | 24 843  | 21,33 |  |  |  |  |  |
|                                                                                | Bruno Barbieri          | Partito Socialista Democratico Italiano | 4 217   | 3,62  |  |  |  |  |  |
|                                                                                | Alfredo Camozzi         | Partito Liberale Italiano               | 3 645   | 3,13  |  |  |  |  |  |
|                                                                                | Rosolino Dossena        | Movimento Sociale Italiano              | 3 498   | 3,00  |  |  |  |  |  |
|                                                                                | Manlio Alessi           | Partito Monarchico Popolare             | 1 022   | 0,88  |  |  |  |  |  |
|                                                                                | Emilio Francesco Premi  | Partito Nazionale Monarchico            | 742     | 0,64  |  |  |  |  |  |
|                                                                                | Claudio Mariani         | PRI - PR                                | 735     | 0,63  |  |  |  |  |  |
| Totale                                                                         | Totale                  | Totale                                  | 116 451 | 100   |  |  |  |  |  |
|                                                                                |                         |                                         |         |       |  |  |  |  |  |
| Voti non validi                                                                | Voti non validi         | Voti non validi                         | 3 502   | 2,92  |  |  |  |  |  |
| Votanti                                                                        | Votanti                 | Votanti                                 | 119 953 | 97,49 |  |  |  |  |  |
| Elettori                                                                       | Elettori                | Elettori                                | 123 043 |       |  |  |  |  |  |
|                                                                                |                         |                                         |         |       |  |  |  |  |  |
| Nota: quorum del 65% non raggiunto; ripartizione dei seggi a livello regionale |                         |                                         |         |       |  |  |  |  |  |
| Data: 25 maggio 1958                                                           |                         |                                         |         |       |  |  |  |  |  |
| Fonte: Ministero dell'interno                                                  |                         |                                         |         |       |  |  |  |  |  |

#### IV legislatura
|                                                                                | Giovanni Lombardi      | Democrazia Cristiana                             | 42 306  | 38,05 |  |  |  |  |  |
|                                                                                | Arnaldo Bera ✔️ Eletto | Partito Comunista Italiano                       | 30 103  | 27,08 |  |  |  |  |  |
|                                                                                | I. Ruggeri             | Partito Socialista Italiano                      | 21 204  | 19,07 |  |  |  |  |  |
|                                                                                | P. Mariani             | Partito Liberale Italiano                        | 7 255   | 6,53  |  |  |  |  |  |
|                                                                                | A. Ghidorsi            | Movimento Sociale Italiano                       | 4 207   | 3,78  |  |  |  |  |  |
|                                                                                | Luigi Preti            | Partito Socialista Democratico Italiano          | 4 188   | 3,77  |  |  |  |  |  |
|                                                                                | C. Strazzoni           | Partito Democratico Italiano di Unità Monarchica | 1 038   | 0,93  |  |  |  |  |  |
|                                                                                | Claudio Mariani        | Partito Repubblicano Italiano                    | 870     | 0,78  |  |  |  |  |  |
| Totale                                                                         | Totale                 | Totale                                           | 111 171 | 100   |  |  |  |  |  |
|                                                                                |                        |                                                  |         |       |  |  |  |  |  |
| Voti non validi                                                                | Voti non validi        | Voti non validi                                  | 3 777   | 3,29  |  |  |  |  |  |
| Votanti                                                                        | Votanti                | Votanti                                          | 114 948 | 97,41 |  |  |  |  |  |
| Elettori                                                                       | Elettori               | Elettori                                         | 118 003 |       |  |  |  |  |  |
|                                                                                |                        |                                                  |         |       |  |  |  |  |  |
| Nota: quorum del 65% non raggiunto; ripartizione dei seggi a livello regionale |                        |                                                  |         |       |  |  |  |  |  |
| Data: 28 aprile 1963                                                           |                        |                                                  |         |       |  |  |  |  |  |
| Fonte: Ministero dell'interno                                                  |                        |                                                  |         |       |  |  |  |  |  |

#### V legislatura
|                                                                                | Giovanni Lombardi ✔️ Eletto | Democrazia Cristiana                             | 43 629  | 40,14 |  |  |  |  |  |
|                                                                                | Arnaldo Bera ✔️ Eletto      | PCI - PSIUP                                      | 37 439  | 34,44 |  |  |  |  |  |
|                                                                                | Emilio Zanoni               | PSI-PSDI Unificati                               | 16 065  | 14,78 |  |  |  |  |  |
|                                                                                | A. D'Alessandro             | Partito Liberale Italiano                        | 5 799   | 5,33  |  |  |  |  |  |
|                                                                                | G. Antonioli                | Movimento Sociale Italiano                       | 3 779   | 3,48  |  |  |  |  |  |
|                                                                                | F. Pettenati                | Partito Repubblicano Italiano                    | 1 074   | 0,99  |  |  |  |  |  |
|                                                                                | ?                           | Partito Democratico Italiano di Unità Monarchica | 914     | 0,84  |  |  |  |  |  |
| Totale                                                                         | Totale                      | Totale                                           | 108 699 | 100   |  |  |  |  |  |
|                                                                                |                             |                                                  |         |       |  |  |  |  |  |
| Voti non validi                                                                | Voti non validi             | Voti non validi                                  | 5 222   | 4,58  |  |  |  |  |  |
| Votanti                                                                        | Votanti                     | Votanti                                          | 113 921 | 97,68 |  |  |  |  |  |
| Elettori                                                                       | Elettori                    | Elettori                                         | 116 624 |       |  |  |  |  |  |
|                                                                                |                             |                                                  |         |       |  |  |  |  |  |
| Nota: quorum del 65% non raggiunto; ripartizione dei seggi a livello regionale |                             |                                                  |         |       |  |  |  |  |  |
| Data: 19 maggio 1968                                                           |                             |                                                  |         |       |  |  |  |  |  |
| Fonte: Ministero dell'interno                                                  |                             |                                                  |         |       |  |  |  |  |  |

#### VI legislatura
|                                                                                | Vincenzo Vernaschi ✔️ Eletto | Democrazia Cristiana          | 42 902  | 39,85 |  |  |  |  |  |
|                                                                                | Giuseppe Garoli ✔️ Eletto    | PCI - PSIUP                   | 34 468  | 32,02 |  |  |  |  |  |
|                                                                                | G. Grossi ✔️ Eletto          | Partito Socialista Italiano   | 16 528  | 15,35 |  |  |  |  |  |
|                                                                                | G. Antonioli                 | Movimento Sociale Italiano    | 6 420   | 5,96  |  |  |  |  |  |
|                                                                                | Alessandro Piacentini        | Partito Liberale Italiano     | 4 312   | 4,01  |  |  |  |  |  |
|                                                                                | Gianezio DolfinI             | Partito Repubblicano Italiano | 3 020   | 2,81  |  |  |  |  |  |
| Totale                                                                         | Totale                       | Totale                        | 107 650 | 100   |  |  |  |  |  |
|                                                                                |                              |                               |         |       |  |  |  |  |  |
| Voti non validi                                                                | Voti non validi              | Voti non validi               | 4 690   | 4,17  |  |  |  |  |  |
| Votanti                                                                        | Votanti                      | Votanti                       | 112 340 | 97,90 |  |  |  |  |  |
| Elettori                                                                       | Elettori                     | Elettori                      | 114 746 |       |  |  |  |  |  |
|                                                                                |                              |                               |         |       |  |  |  |  |  |
| Nota: quorum del 65% non raggiunto; ripartizione dei seggi a livello regionale |                              |                               |         |       |  |  |  |  |  |
| Data: 7 maggio 1972                                                            |                              |                               |         |       |  |  |  |  |  |
| Fonte: Ministero dell'interno                                                  |                              |                               |         |       |  |  |  |  |  |

#### VII legislatura
|                                                                                | Vincenzo Vernaschi ✔️ Eletto  | Democrazia Cristiana                    | 42 575  | 39,59 |  |  |  |  |  |
|                                                                                | Giuseppe Garoli ✔️ Eletto     | Partito Comunista Italiano              | 39 199  | 36,45 |  |  |  |  |  |
|                                                                                | Giacomo Carnesella            | Partito Socialista Italiano             | 12 851  | 11,95 |  |  |  |  |  |
|                                                                                | Carlo Giuseppe Azzolini       | Movimento Sociale Italiano              | 4 614   | 4,29  |  |  |  |  |  |
|                                                                                | Nereo Neudemio Ricca Zaniboni | Partito Socialista Democratico Italiano | 2 833   | 2,63  |  |  |  |  |  |
|                                                                                | Gianezio Dolfini              | Partito Repubblicano Italiano           | 2 635   | 2,45  |  |  |  |  |  |
|                                                                                | Alessandro Piacentini         | Partito Liberale Italiano               | 1 260   | 1,17  |  |  |  |  |  |
|                                                                                | Pietro Ezio Antonio Barbaini  | Democrazia Proletaria                   | 799     | 0,74  |  |  |  |  |  |
|                                                                                | Secondo Mirco Maffini         | Partito Radicale                        | 787     | 0,73  |  |  |  |  |  |
| Totale                                                                         | Totale                        | Totale                                  | 107 553 | 100   |  |  |  |  |  |
|                                                                                |                               |                                         |         |       |  |  |  |  |  |
| Voti non validi                                                                | Voti non validi               | Voti non validi                         | 3 124   | 2,82  |  |  |  |  |  |
| Votanti                                                                        | Votanti                       | Votanti                                 | 110 677 | 97,27 |  |  |  |  |  |
| Elettori                                                                       | Elettori                      | Elettori                                | 113 784 |       |  |  |  |  |  |
|                                                                                |                               |                                         |         |       |  |  |  |  |  |
| Nota: quorum del 65% non raggiunto; ripartizione dei seggi a livello regionale |                               |                                         |         |       |  |  |  |  |  |
| Data: 20 giugno 1976                                                           |                               |                                         |         |       |  |  |  |  |  |
| Fonte: Ministero dell'interno                                                  |                               |                                         |         |       |  |  |  |  |  |

#### VIII legislatura
|                                                                                | Vincenzo Vernaschi ✔️ Eletto | Democrazia Cristiana                         | 41 738  | 39,59 |  |  |  |  |  |
|                                                                                | Renzo Antoniazzi ✔️ Eletto   | Partito Comunista Italiano                   | 38 570  | 36,58 |  |  |  |  |  |
|                                                                                | L. A. Fantini                | Partito Socialista Italiano                  | 11 342  | 10,76 |  |  |  |  |  |
|                                                                                | A. Vargas Macciucca          | Movimento Sociale Italiano                   | 3 694   | 3,50  |  |  |  |  |  |
|                                                                                | V. G. Frosi                  | Partito Socialista Democratico Italiano      | 2 839   | 2,69  |  |  |  |  |  |
|                                                                                | Gianezio Dolfini             | Partito Repubblicano Italiano                | 2 402   | 2,28  |  |  |  |  |  |
|                                                                                | Secondo Mirco Maffini        | Partito Radicale                             | 2 134   | 2,02  |  |  |  |  |  |
|                                                                                | B. Solzi                     | Partito Liberale Italiano                    | 1 910   | 1,81  |  |  |  |  |  |
|                                                                                | M. Szalai                    | Nuova Sinistra Unita                         | 479     | 0,45  |  |  |  |  |  |
|                                                                                | O. Valdonio                  | Costituente di Destra - Democrazia Nazionale | 325     | 0,31  |  |  |  |  |  |
| Totale                                                                         | Totale                       | Totale                                       | 105 433 | 100   |  |  |  |  |  |
|                                                                                |                              |                                              |         |       |  |  |  |  |  |
| Voti non validi                                                                | Voti non validi              | Voti non validi                              | 4 604   | 4,18  |  |  |  |  |  |
| Votanti                                                                        | Votanti                      | Votanti                                      | 110 037 | 96,30 |  |  |  |  |  |
| Elettori                                                                       | Elettori                     | Elettori                                     | 114 259 |       |  |  |  |  |  |
|                                                                                |                              |                                              |         |       |  |  |  |  |  |
| Nota: quorum del 65% non raggiunto; ripartizione dei seggi a livello regionale |                              |                                              |         |       |  |  |  |  |  |
| Data: 3 giugno 1979                                                            |                              |                                              |         |       |  |  |  |  |  |
| Fonte: Ministero dell'interno                                                  |                              |                                              |         |       |  |  |  |  |  |

#### IX legislatura
|                                                                                | Renzo Antoniazzi ✔️ Eletto   | Partito Comunista Italiano              | 35 933  | 35,90 |  |  |  |  |  |
|                                                                                | Vincenzo Vernaschi ✔️ Eletto | Democrazia Cristiana                    | 34 727  | 34,70 |  |  |  |  |  |
|                                                                                | Fiorino Benigno Bellisario   | Partito Socialista Italiano             | 11 201  | 11,19 |  |  |  |  |  |
|                                                                                | Giorgio Pisanò               | Movimento Sociale Italiano              | 4 645   | 4,64  |  |  |  |  |  |
|                                                                                | Giulio Gabbiani              | Partito Repubblicano Italiano           | 4 058   | 4,05  |  |  |  |  |  |
|                                                                                | Celeste Cottarelli           | Partito Liberale Italiano               | 2 732   | 2,73  |  |  |  |  |  |
|                                                                                | Nereo Neudemio Zaniboni      | Partito Socialista Democratico Italiano | 2 628   | 2,63  |  |  |  |  |  |
|                                                                                | Secondo Mirco Maffini        | Partito Radicale                        | 1 635   | 1,63  |  |  |  |  |  |
|                                                                                | Alberto Rossi                | Partito Nazionale Pensionati            | 1 334   | 1,33  |  |  |  |  |  |
|                                                                                | Giovanni Bianchessi          | Democrazia Proletaria                   | 913     | 0,91  |  |  |  |  |  |
|                                                                                | Luigina Milesi               | Partito Cristiano Azione Sociale        | 172     | 0,17  |  |  |  |  |  |
|                                                                                | Maria Angela Banfi Aprile    | Lista per Trieste                       | 100     | 0,10  |  |  |  |  |  |
| Totale                                                                         | Totale                       | Totale                                  | 100 078 | 100   |  |  |  |  |  |
|                                                                                |                              |                                         |         |       |  |  |  |  |  |
| Voti non validi                                                                | Voti non validi              | Voti non validi                         | 6 120   | 5,76  |  |  |  |  |  |
| Votanti                                                                        | Votanti                      | Votanti                                 | 106 198 | 92,95 |  |  |  |  |  |
| Elettori                                                                       | Elettori                     | Elettori                                | 114 255 |       |  |  |  |  |  |
|                                                                                |                              |                                         |         |       |  |  |  |  |  |
| Nota: quorum del 65% non raggiunto; ripartizione dei seggi a livello regionale |                              |                                         |         |       |  |  |  |  |  |
| Data: 26 giugno 1983                                                           |                              |                                         |         |       |  |  |  |  |  |
| Fonte: Ministero dell'interno                                                  |                              |                                         |         |       |  |  |  |  |  |

#### X legislatura
|                                                                                | Ernesto Vercesi ✔️ Eletto  | Democrazia Cristiana                    | 35 637  | 34,56 |  |  |  |  |  |
|                                                                                | Renzo Antoniazzi ✔️ Eletto | Partito Comunista Italiano              | 33 691  | 32,67 |  |  |  |  |  |
|                                                                                | M. Majori                  | Partito Socialista Italiano             | 13 721  | 13,31 |  |  |  |  |  |
|                                                                                | G. Antonioli               | Movimento Sociale Italiano              | 5 113   | 4,96  |  |  |  |  |  |
|                                                                                | G. Nicolini                | Partito Repubblicano Italiano           | 2 932   | 2,84  |  |  |  |  |  |
|                                                                                | U. Chiarini                | Lista Verde                             | 2 599   | 2,52  |  |  |  |  |  |
|                                                                                | O. De Marchi               | Partito Radicale                        | 2 041   | 1,98  |  |  |  |  |  |
|                                                                                | C. G. Cottarelli           | Partito Liberale Italiano               | 1 704   | 1,65  |  |  |  |  |  |
|                                                                                | Carlo Fatuzzo              | Liga Veneta-Pensionati Uniti            | 1 672   | 1,62  |  |  |  |  |  |
|                                                                                | C. Tonna                   | Partito Socialista Democratico Italiano | 1 330   | 1,29  |  |  |  |  |  |
|                                                                                | G. Morandi                 | Democrazia Proletaria                   | 1 327   | 1,29  |  |  |  |  |  |
|                                                                                | G. Leoni                   | Lega Lombarda                           | 1 192   | 1,16  |  |  |  |  |  |
|                                                                                | F. G. Sicacusa             | Alleanza Popolare Pensionati            | 152     | 0,15  |  |  |  |  |  |
| Totale                                                                         | Totale                     | Totale                                  | 103 111 | 100   |  |  |  |  |  |
|                                                                                |                            |                                         |         |       |  |  |  |  |  |
| Voti non validi                                                                | Voti non validi            | Voti non validi                         | 5 294   | 4,88  |  |  |  |  |  |
| Votanti                                                                        | Votanti                    | Votanti                                 | 108 405 | 94,77 |  |  |  |  |  |
| Elettori                                                                       | Elettori                   | Elettori                                | 114 386 |       |  |  |  |  |  |
|                                                                                |                            |                                         |         |       |  |  |  |  |  |
| Nota: quorum del 65% non raggiunto; ripartizione dei seggi a livello regionale |                            |                                         |         |       |  |  |  |  |  |
| Data: 14 giugno 1987                                                           |                            |                                         |         |       |  |  |  |  |  |
| Fonte: Ministero dell'interno                                                  |                            |                                         |         |       |  |  |  |  |  |

#### XI legislatura
|                                                                                | Walter Montini ✔️ Eletto | Democrazia Cristiana                    | 27 470  | 26,62 |  |  |  |  |  |
|                                                                                | Antonio Bossi            | Lega Lombarda                           | 18 515  | 17,95 |  |  |  |  |  |
|                                                                                | Marco Pezzoni ✔️ Eletto  | Partito Democratico della Sinistra      | 17 464  | 16,93 |  |  |  |  |  |
|                                                                                | Franco Carmelo Sanasi    | Partito Socialista Italiano             | 10 302  | 9,98  |  |  |  |  |  |
|                                                                                | Armando Cossutta         | Partito della Rifondazione Comunista    | 8 893   | 8,62  |  |  |  |  |  |
|                                                                                | Claudio Fedeli           | Movimento Sociale Italiano              | 3 358   | 3,25  |  |  |  |  |  |
|                                                                                | Gualtiero Nicolini       | Partito Repubblicano Italiano           | 3 087   | 2,99  |  |  |  |  |  |
|                                                                                | Anna Maria Fatuzzo       | Partito Pensionati                      | 2 376   | 2,30  |  |  |  |  |  |
|                                                                                | Giuseppe Termenini       | Federazione dei Verdi                   | 2 339   | 2,27  |  |  |  |  |  |
|                                                                                | Pietro Bosio             | Partito Liberale Italiano               | 2 027   | 1,96  |  |  |  |  |  |
|                                                                                | Fausto Pasquini          | La Lega Casalinghe-Pensionati           | 1 456   | 1,41  |  |  |  |  |  |
|                                                                                | Franco Levi              | Lega Alpina Lumbarda                    | 1 448   | 1,40  |  |  |  |  |  |
|                                                                                | Secondo Maffini          | Lista Marco Pannella                    | 1 178   | 1,14  |  |  |  |  |  |
|                                                                                | Sergio Passeri           | Sì Referendum                           | 892     | 0,86  |  |  |  |  |  |
|                                                                                | Giovanni Cielo           | Partito Socialista Democratico Italiano | 744     | 0,72  |  |  |  |  |  |
|                                                                                | Anna Maria Castellucchio | Lega Lombardia Europea                  | 727     | 0,70  |  |  |  |  |  |
|                                                                                | Maria Tolomio            | Alleanza Lombarda Autonomia             | 535     | 0,52  |  |  |  |  |  |
|                                                                                | Adriano Piazza           | Caccia Pesca Ambiente                   | 214     | 0,21  |  |  |  |  |  |
|                                                                                | Antonio Caramaschi       | Movimento Fascismo e Libertà            | 78      | 0,08  |  |  |  |  |  |
|                                                                                | Dacirio Ghidorzi Ghizzi  | Federalismo - Pensionati Uomini Vivi    | 72      | 0,07  |  |  |  |  |  |
| Totale                                                                         | Totale                   | Totale                                  | 103 175 | 100   |  |  |  |  |  |
|                                                                                |                          |                                         |         |       |  |  |  |  |  |
| Voti non validi                                                                | Voti non validi          | Voti non validi                         | 5 555   | 5,11  |  |  |  |  |  |
| Votanti                                                                        | Votanti                  | Votanti                                 | 108 730 | 93,37 |  |  |  |  |  |
| Elettori                                                                       | Elettori                 | Elettori                                | 116 451 |       |  |  |  |  |  |
|                                                                                |                          |                                         |         |       |  |  |  |  |  |
| Nota: quorum del 65% non raggiunto; ripartizione dei seggi a livello regionale |                          |                                         |         |       |  |  |  |  |  |
| Data: 5 aprile 1992                                                            |                          |                                         |         |       |  |  |  |  |  |
| Fonte: Ministero dell'interno                                                  |                          |                                         |         |       |  |  |  |  |  |

## 1993-2005

### Territorio
Il collegio di Cremona era uno dei 31 collegi uninominali in cui era suddivisa la Lombardia; come previsto dal D.Lgs. del 20 dicembre 1993 n. 535, era interamente compreso nella provincia di Cremona e comprendeva i seguenti comuni: Acquanegra Cremonese, Agnadello, Annicco, Azzanello, Bagnolo Cremasco, Bordolano, Camisano, Campagnola Cremasca, Capergnanica, Cappella Cantone, Capralba, Casalbuttano ed Uniti, Casale Cremasco-Vidolasco, Casaletto Ceredano, Casaletto di Sopra, Casaletto Vaprio, Casalmorano, Castel Gabbiano, Castelleone, Castelverde, Castelvisconti, Chieve, Credera Rubbiano, Crema, Cremona, Cremosano, Crotta d'Adda, Cumignano sul Naviglio, Dovera, Fiesco, Formigara, Genivolta, Gombito, Grumello Cremonese ed Uniti, Izano, Madignano, Monte Cremasco, Montodine, Moscazzano, Offanengo, Paderno Ponchielli, Palazzo Pignano, Pandino, Pianengo, Pieranica, Pizzighettone, Quintano, Ricengo, Ripalta Arpina, Ripalta Cremasca, Ripalta Guerina, Rivolta d'Adda, Romanengo, Salvirola, San Bassano, Sergnano, Sesto ed Uniti, Soncino, Soresina, Spinadesco, Spino d'Adda, Ticengo, Torlino Vimercati, Trescore Cremasco, Trigolo, Vaiano Cremasco e Vailate.

### Eletti
| Elezione | Elezione | Senatore           | Partito                 |
| -------- | -------- | ------------------ | ----------------------- |
|          | 1994     | Italico Maffini    | Polo delle Libertà (LN) |
|          | 1996     | Angelo Rescaglio   | L'Ulivo (PPI)           |
|          | 2001     | Lamberto Grillotti | Casa delle Libertà (AN) |

### Dati elettorali

#### XII legislatura
|                               | Italico Maffini ✔️ Eletto | Polo delle Libertà           | 65 202  | 38,76 |  |  |  |  |  |
|                               | Umberto Bodini            | Progressisti                 | 42 180  | 25,07 |  |  |  |  |  |
|                               | Angelo Rescaglio          | Patto per l'Italia           | 28 219  | 16,77 |  |  |  |  |  |
|                               | Claudio Fedeli            | Alleanza Nazionale           | 8 901   | 5,29  |  |  |  |  |  |
|                               | Giovanni Denza            | Lega Alpina Lumbarda         | 8 593   | 5,11  |  |  |  |  |  |
|                               | Sergio Ravelli            | Lista Pannella - Riformatori | 6 089   | 3,62  |  |  |  |  |  |
|                               | Lorenza Regalli           | Partito Pensionati           | 6 073   | 3,61  |  |  |  |  |  |
|                               | Elda Pappagallo Zanella   | Lega di Angela Bossi         | 1 948   | 1,16  |  |  |  |  |  |
|                               | Anna Massari Sacchi       | Partito della Legge Naturale | 1 023   | 0,61  |  |  |  |  |  |
| Totale                        | Totale                    | Totale                       | 168 228 | 100   |  |  |  |  |  |
|                               |                           |                              |         |       |  |  |  |  |  |
| Voti non validi               | Voti non validi           | Voti non validi              | 10 879  | 6,07  |  |  |  |  |  |
| Votanti                       | Votanti                   | Votanti                      | 179 107 | 99,50 |  |  |  |  |  |
| Elettori                      | Elettori                  | Elettori                     | 180 000 |       |  |  |  |  |  |
|                               |                           |                              |         |       |  |  |  |  |  |
| Data: 27-28 marzo 1994        |                           |                              |         |       |  |  |  |  |  |
| Fonte: Ministero dell'interno |                           |                              |         |       |  |  |  |  |  |

#### XIII legislatura
|                               | Angelo Rescaglio ✔️ Eletto | L'Ulivo                                  | 64 815  | 38,66 |  |  |  |  |  |
|                               | Giacomo Galli              | Polo per le Libertà                      | 53 543  | 31,94 |  |  |  |  |  |
|                               | Bruno Bruttomesso          | Lega Nord                                | 36 558  | 21,81 |  |  |  |  |  |
|                               | Severino Alberti           | Lega per l'Autonomia - Alleanza Lombarda | 3 789   | 2,26  |  |  |  |  |  |
|                               | Mario Verardi              | Lista Pannella-Sgarbi                    | 3 524   | 2,10  |  |  |  |  |  |
|                               | Lamberto Cosimi            | Movimento Sociale Fiamma Tricolore       | 2 223   | 1,33  |  |  |  |  |  |
|                               | Francesco Ravizza          | Partito Socialista                       | 1 785   | 1,06  |  |  |  |  |  |
|                               | Michele Lonigro            | Federazione Liste Civiche                | 1 409   | 0,84  |  |  |  |  |  |
| Totale                        | Totale                     | Totale                                   | 167 646 | 100   |  |  |  |  |  |
|                               |                            |                                          |         |       |  |  |  |  |  |
| Voti non validi               | Voti non validi            | Voti non validi                          | 10 546  | 5,92  |  |  |  |  |  |
| Votanti                       | Votanti                    | Votanti                                  | 178 192 | 92,14 |  |  |  |  |  |
| Elettori                      | Elettori                   | Elettori                                 | 193 387 |       |  |  |  |  |  |
|                               |                            |                                          |         |       |  |  |  |  |  |
| Data: 21 aprile 1996          |                            |                                          |         |       |  |  |  |  |  |
| Fonte: Ministero dell'interno |                            |                                          |         |       |  |  |  |  |  |

#### XIV legislatura
|                               | Lamberto Grillotti ✔️ Eletto | Casa delle Libertà                       | 70 583  | 41,76 |  |  |  |  |  |
|                               | Angelo Rescaglio             | L'Ulivo                                  | 59 104  | 34,97 |  |  |  |  |  |
|                               | Pietro Morini                | Partito della Rifondazione Comunista     | 9 204   | 5,45  |  |  |  |  |  |
|                               | Giuseppe Formenti            | Lega per l'Autonomia - Alleanza Lombarda | 9 081   | 5,37  |  |  |  |  |  |
|                               | Marco Emilio Arisi           | Lista Di Pietro                          | 4 827   | 2,86  |  |  |  |  |  |
|                               | Giuseppe Italia              | Partito Pensionati                       | 4 155   | 2,46  |  |  |  |  |  |
|                               | Secondo Mirco Maffini        | Lista Pannella-Bonino                    | 3 611   | 2,14  |  |  |  |  |  |
|                               | Luciano Capetti              | Democrazia Europea                       | 3 510   | 2,08  |  |  |  |  |  |
|                               | Italico Maffini              | Va' Pensiero Padania                     | 1 915   | 1,13  |  |  |  |  |  |
|                               | Giacomo Mondini              | Fiamma Tricolore                         | 1 842   | 1,09  |  |  |  |  |  |
|                               | Ermanno Gandolfi             | Forza Nuova                              | 474     | 0,28  |  |  |  |  |  |
|                               | Giorgio Conca                | Partito Liberal-Popolare                 | 404     | 0,24  |  |  |  |  |  |
|                               | Alessandro Magnani           | Liberaldemocratici Basta                 | 293     | 0,17  |  |  |  |  |  |
| Totale                        | Totale                       | Totale                                   | 169 003 | 100   |  |  |  |  |  |
|                               |                              |                                          |         |       |  |  |  |  |  |
| Voti non validi               | Voti non validi              | Voti non validi                          | 9 166   | 5,14  |  |  |  |  |  |
| Votanti                       | Votanti                      | Votanti                                  | 178 169 | 88,97 |  |  |  |  |  |
| Elettori                      | Elettori                     | Elettori                                 | 200 255 |       |  |  |  |  |  |
|                               |                              |                                          |         |       |  |  |  |  |  |
| Data: 13 maggio 2001          |                              |                                          |         |       |  |  |  |  |  |
| Fonte: Ministero dell'interno |                              |                                          |         |       |  |  |  |  |  |